# État généraux (émission de télévision)
Pour les articles homonymes, voir États généraux.
État généraux était une émission de télévision française diffusée sur France 5. Elle était présentée par Paul Amar.